# 拉沙特莱讷
拉沙特莱讷（法語：La Châtelaine，法語發音：[la ʃatlɛn]）是法国汝拉省的一个市镇，属于隆斯勒索涅区。

## 地理
拉沙特莱讷（46°52'29"N, 5°49'6"E）面积13.17 平方千米，位于法国勃艮第-弗朗什-孔泰大區汝拉省，该省份为法国东部内陆省份，北起上索恩省，西北接科多尔省，西临索恩-卢瓦尔省，南至安省，东与杜省和瑞士接壤。
与拉沙特莱讷接壤的市镇（或旧市镇、城区）包括：阿尔布瓦、萨兰河畔希利、伊沃里、梅奈、莫兰、阿尔布瓦附近莱普朗什、瓦朗普利耶尔。

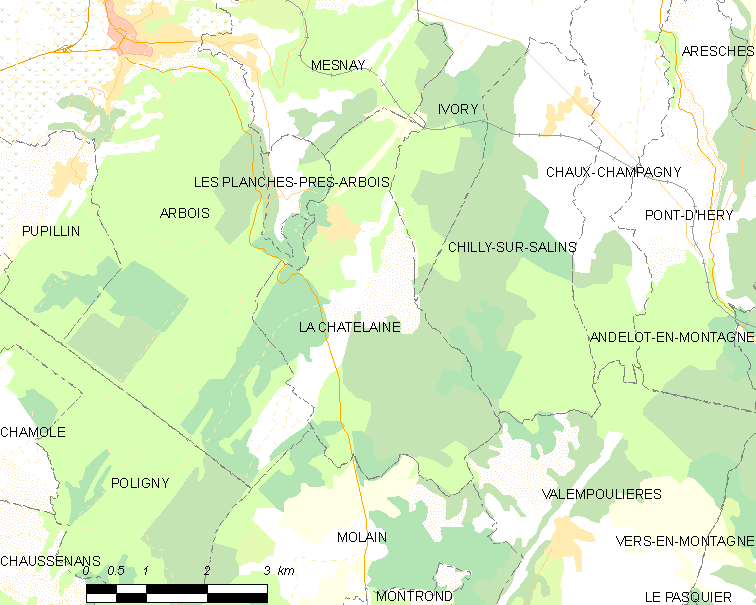
拉沙特莱讷的OSM定位图

拉沙特莱讷的时区为UTC+01:00、UTC+02:00（夏令时）。

## 行政
拉沙特莱讷的邮政编码为39600，INSEE市镇编码为39116。

## 政治
拉沙特莱讷所属的省级选区为阿尔布瓦县。

## 人口

1962-2008年间拉沙特莱讷人口变化图示

拉沙特莱讷于2022年1月1日时的人口数量为153人。